# Colius striatus

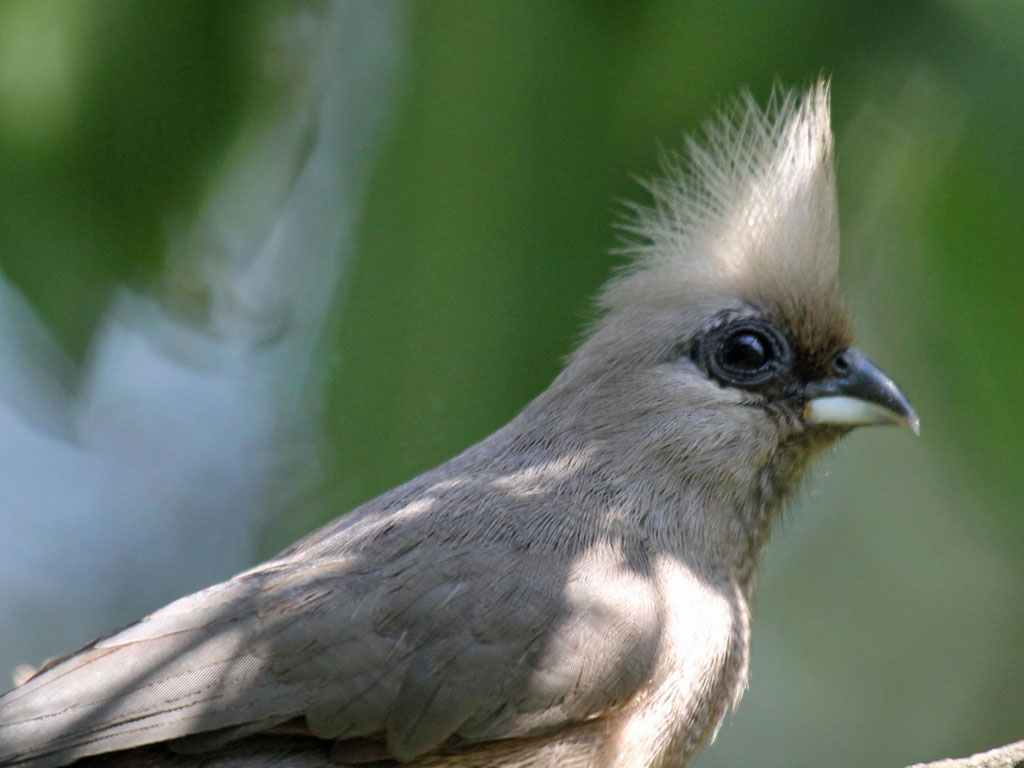

Colius striatus là một loài chim chuột thuộc họ Coliidae. Mô tả
Loài chim này dài khoảng 35 cm, với cái đuôi bao gồm khoảng một nửa chiều dài, và nặng khoảng 57 gam (2 oz). Loài này có phạm vi phân bố từ Cameroon về phía đông Eritrea và Ethiopia, phía nam thông qua Đông Phi tới miền nam Nam Phi. Hầu hết các môi trường sống thích hợp cho loài này, ngoại trừ các khu rừng nhiệt đới và những vùng khô cằn. 

## Hình ảnh

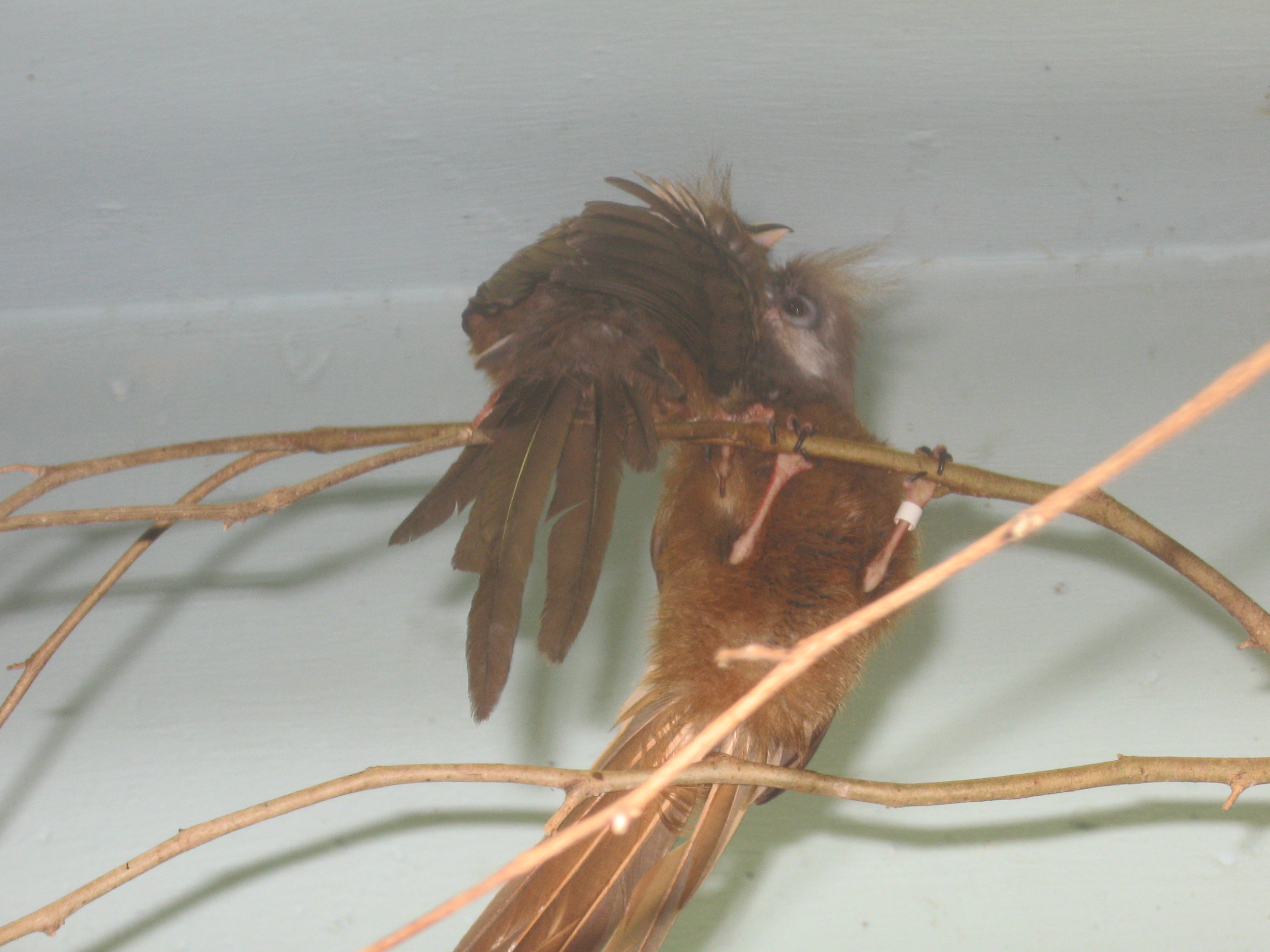
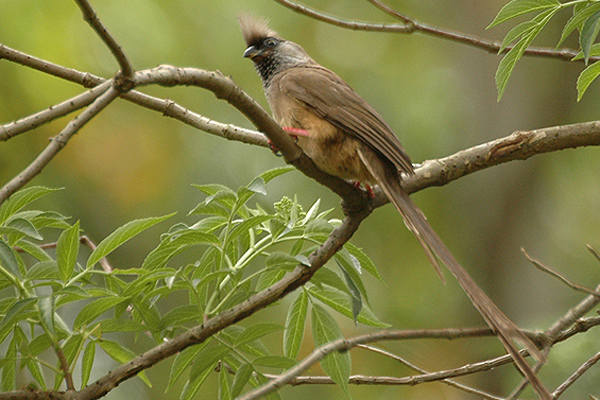
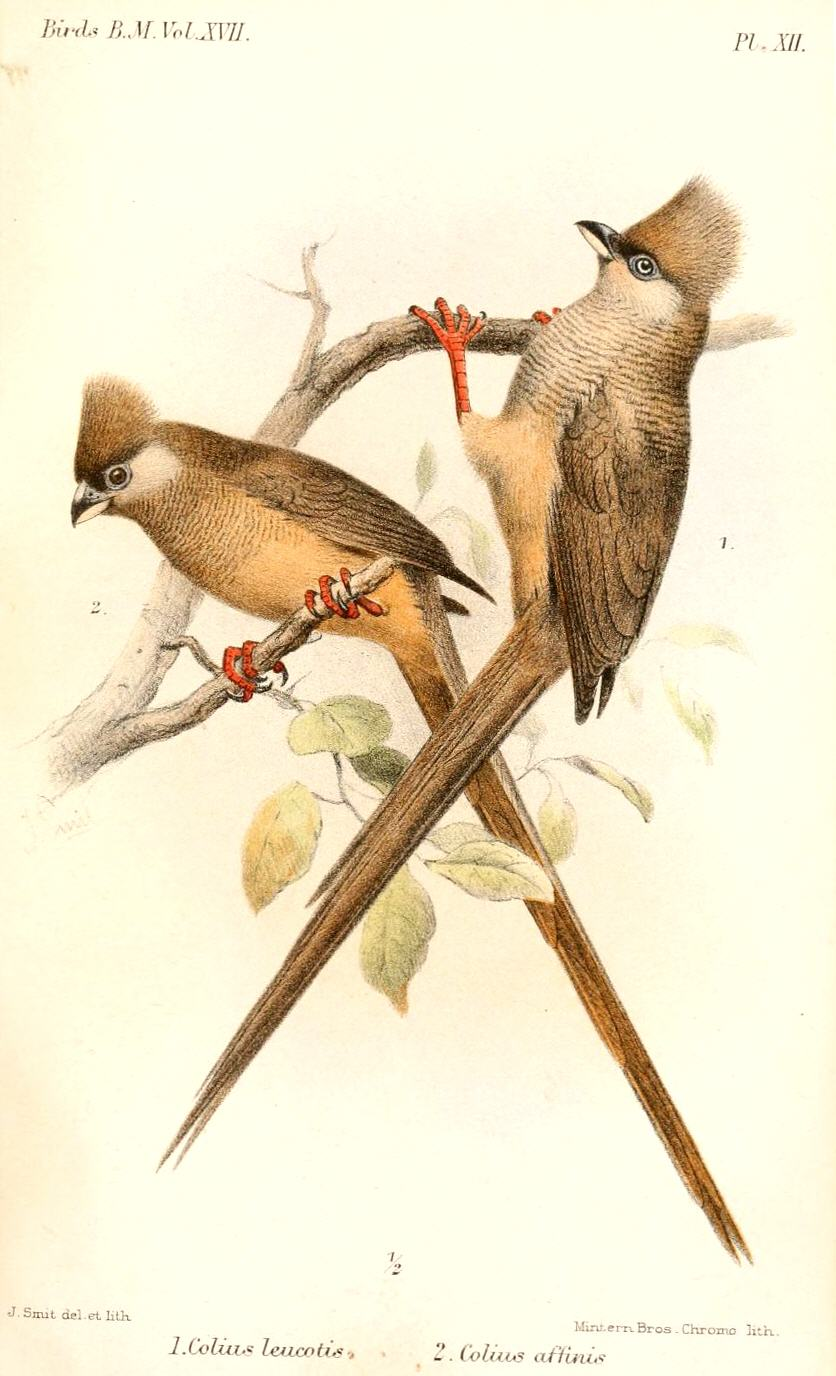